# Prusy Dolne

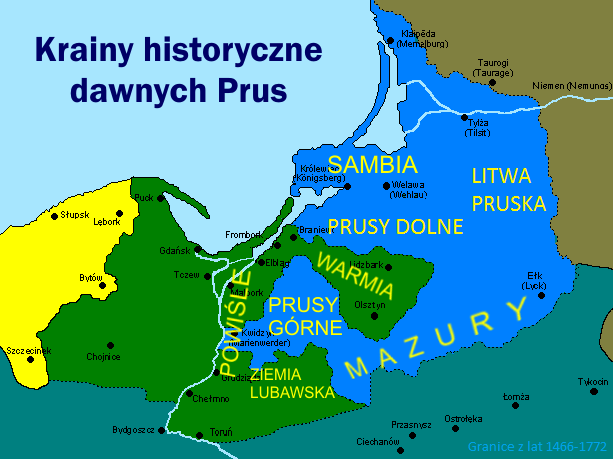
Krainy historyczne dawnych Prus

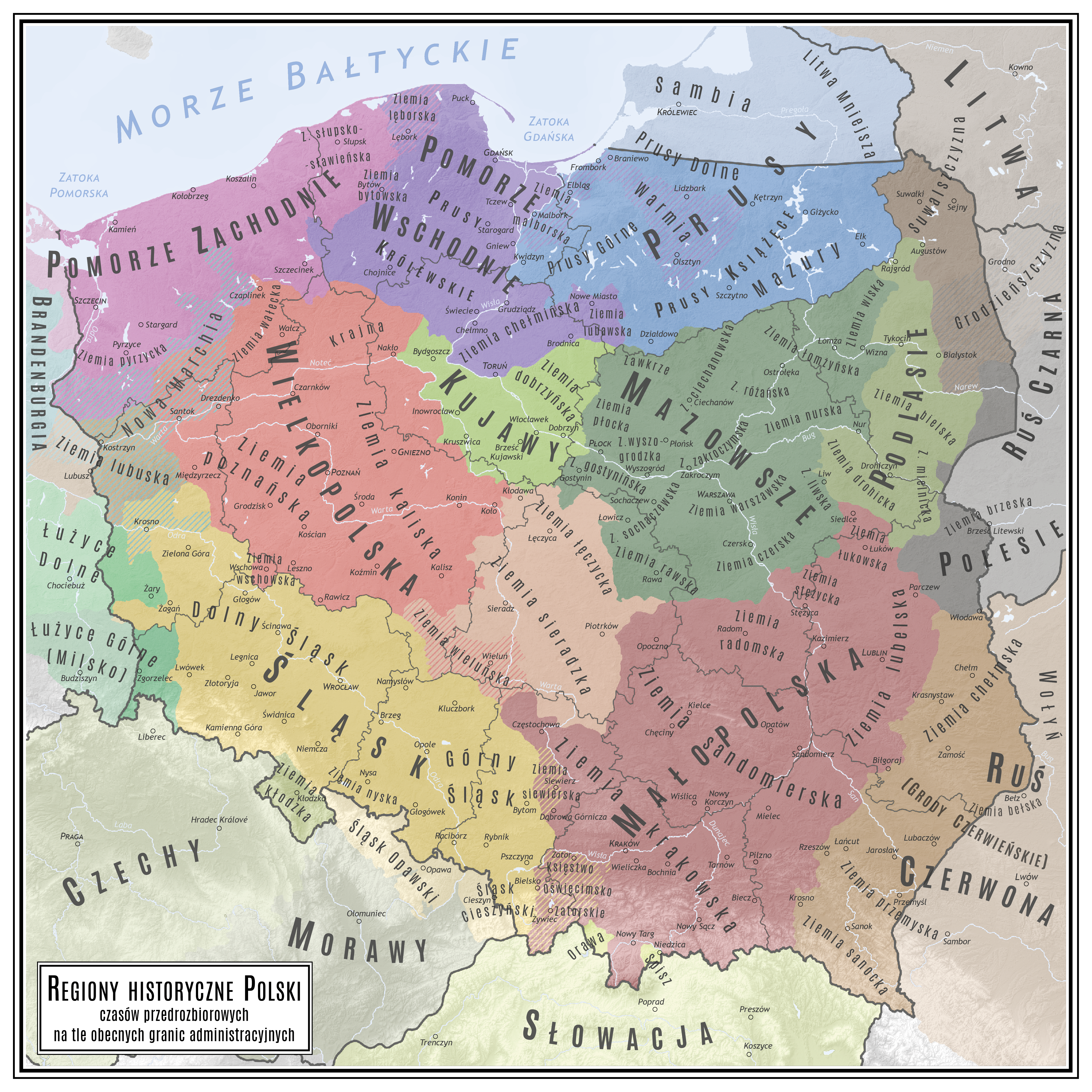
Prusy Dolne i inne krainy historyczne Polski na tle współczesnych granic administracyjnych

Prusy Dolne (niem. Niederland) – jedna z krain historycznych w obrębie Prus właściwych, obejmująca ziemie dawnego państwa krzyżackiego położone na północ i wschód od Warmii.

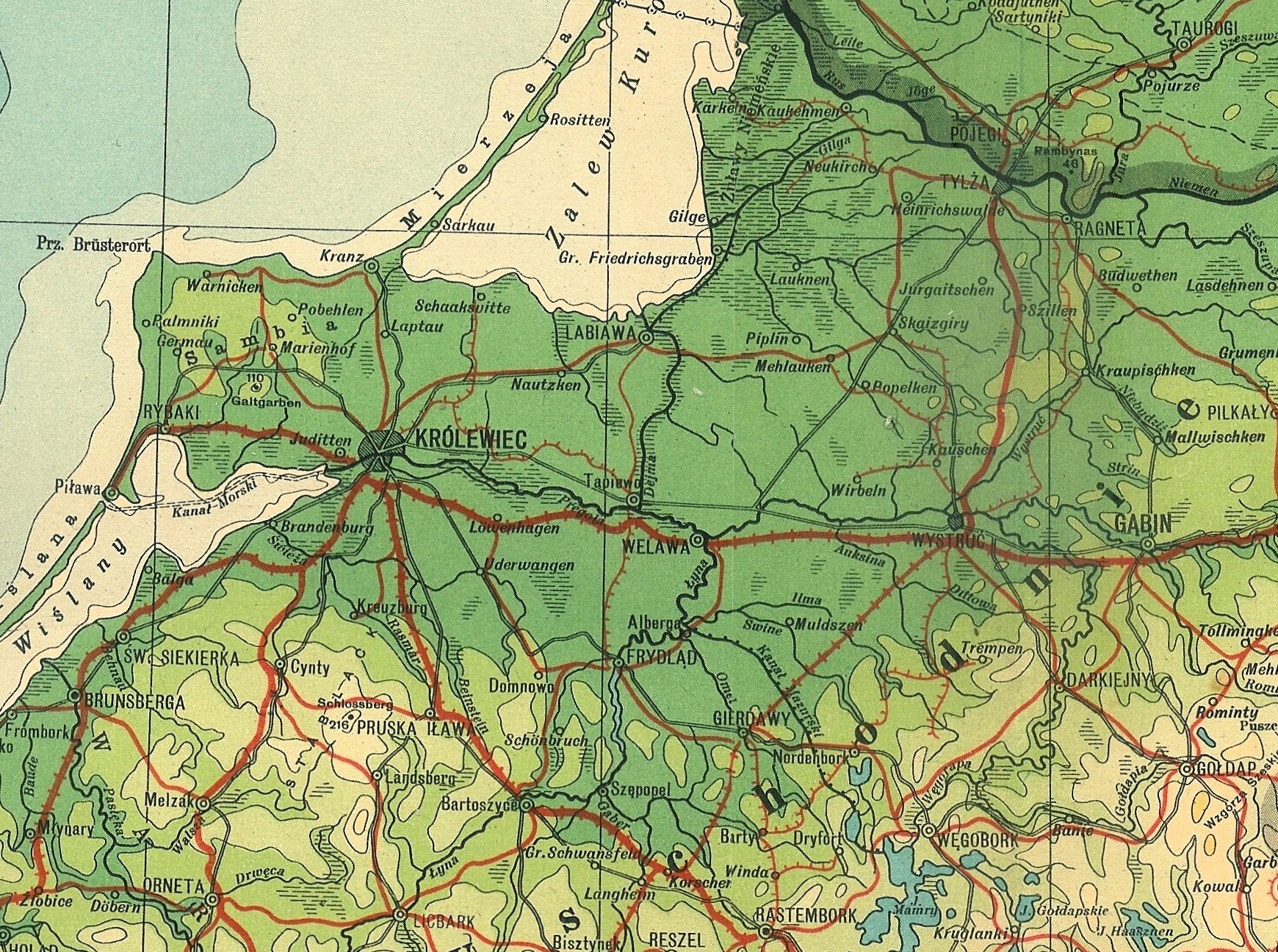
Mapa Prus Dolnych z polskimi odpowiednikami nazw (lata 20. XX wieku)

## Obszar

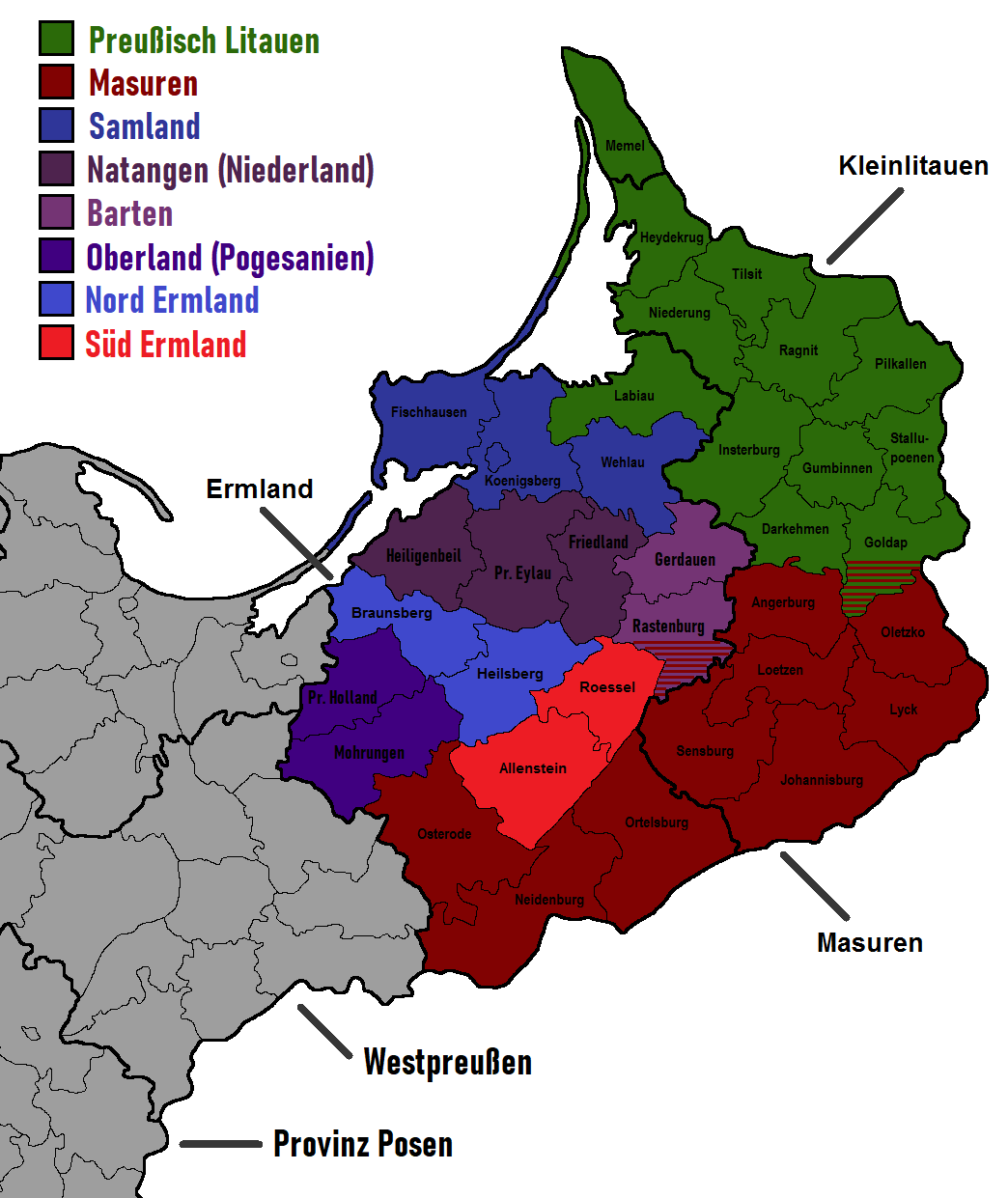
Podział Prus Wschodnich na regiony historyczno-etnograficzne

Prusy Dolne zajmują nizinny obszar dorzecza Pregoły i dolnego biegu Łyny, znany jako Nizina Pruska (Staropruska), obejmujący także Wzniesienia Górowskie (niem. Stablack) i Wybrzeże Staropruskie. Oprócz Warmii na południowym zachodzie, graniczą na wschodzie z Litwą, a na północy sięgają rzeki Pregoły.
Historycznie Prusom Dolnym podlegały również wschodnia część Mazur, Litwa Pruska oraz obszar na północ od Pregoły aż po dolny Niemen, jednak w okresie Prus Zakonnych i Książęcych ziemie te w większości nie zasiedlone stanowiły obszar Wielkiej Puszczy.
Terytorium Prus Dolnych obejmuje miasta: Królewiec, Pokarmin, Balga, Święta Siekierka, Krzyżbork, Cynty, Welawa, Alembork,
Tapiewo, Iława Pruska, Górowo Iławeckie, Frydląd, Gierdawy, Bartoszyce, Sępopol, Korsze, Wystruć, Węgorzewo, Barciany i Kętrzyn.

## Historia

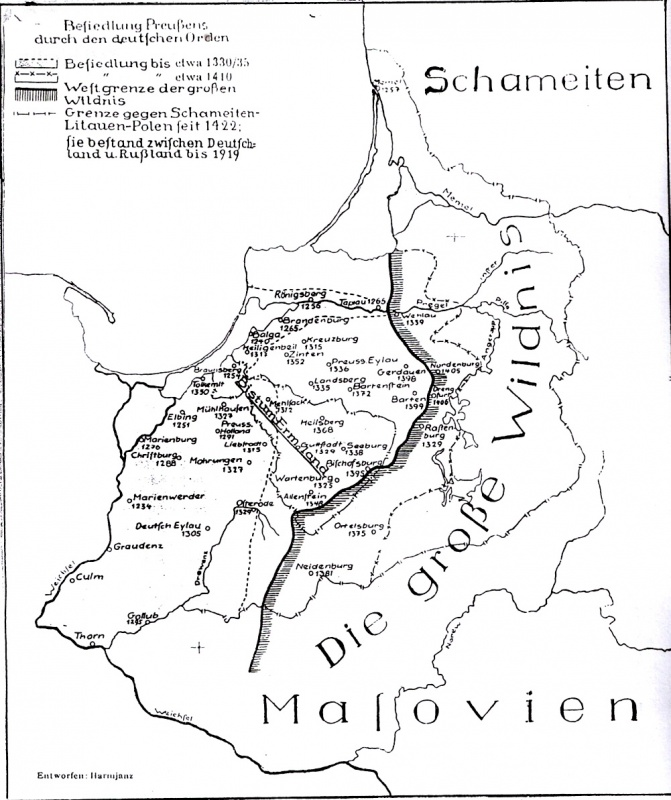
Zasięg Państwa Zakonnego i obszar Wielkiej Puszczy (Grosse Wildnis) w XIV i na początku XV wieku. Prusy Dolne zajmują wówczas obszar między Warmią, Pregołą a Puszczą

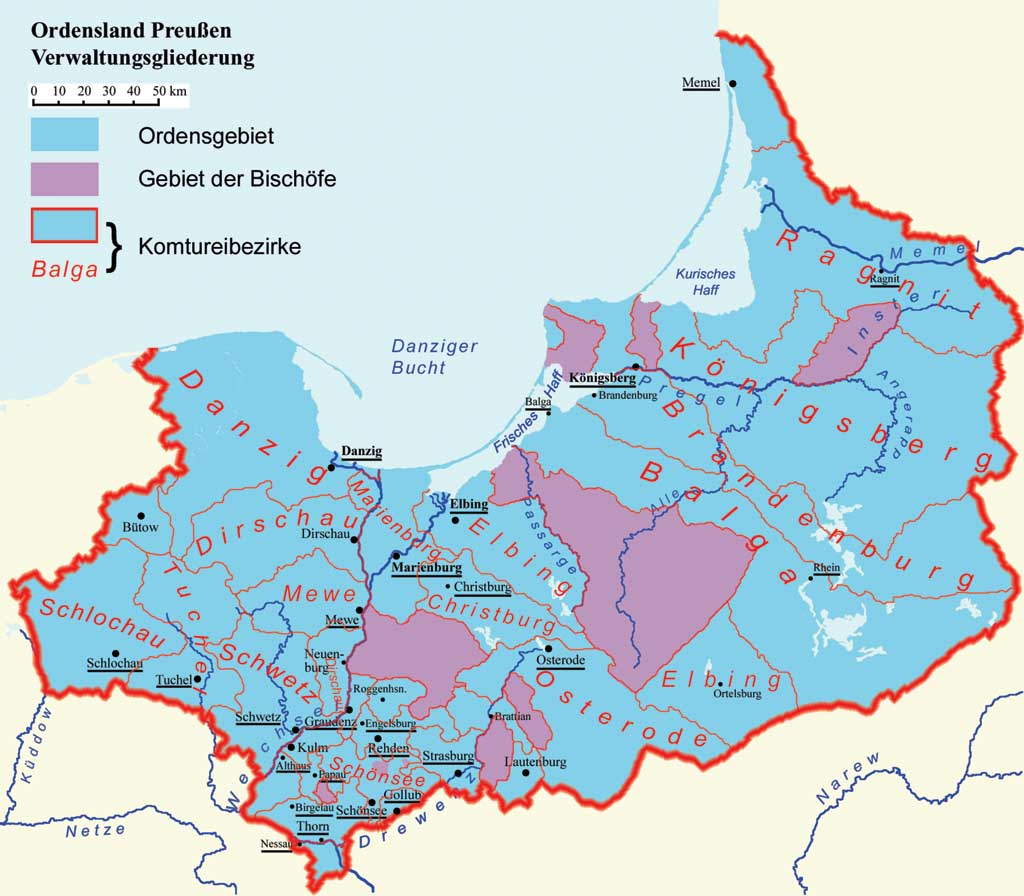
Podział administracyjny państwa krzyżackiego: niebieski – komturie zakonne, różowe – posiadłości biskupów

We wczesnym etapie podboju Prus przez zakon krzyżacki zajmowane przez niego ziemie były rozdzielone dominium warmińskim należącym do biskupów warmińskich. Część położoną na południe i zachód od Warmii określano jako Prusy Górne (Oberland) i obejmowała ona komturie elbląską, dzierzgońską i ostródzką. Natomiast obszar na wschód i północ od Warmii stanowiły Prusy Dolne (Niederland).

Historyk Marian Biskup wyjaśnił:   
Ukształtowanie terenowe Prus powodowało, że już w XV wieku dzielono je na tak zwane Prusy Górne (Oberland), sięgające od linii dolnej Wisły do Pasłęki, i Prusy Dolne (Niederland) obejmujące nizinne obszary na wschód od Pregoły. Tereny na prawym brzegu Pregoły, od drugiej połowy XV wieku będące przedmiotem intensywnej kolonizacji litewskiej, zaczęto określać mianem Pruskiej Litwy. Granice z roku 1466 spowodowały, że Prusy Górne zostały odcięte klinem biskupiej Warmii od Prus Dolnych. 
Jak podaje Słownik historyczno-geograficzny Prus w średniowieczu:
Tzw. Prusy właściwe najpóźniej od XIV w. zaczęto dzielić na trzy zasadnicze części, przy czym podstawą tego była do pewnego stopnia sytuacja polityczna: Warmię (niem. Ermland), Oberland (Kraj Wyższy, w znaczeniu „wyżej położony”, któremu odpowiada polski toponim Prusy Górne) oraz Niederland (Kraj Niższy, „niżej położony”, Prusy Dolne). Zasięg tego ostatniego regionu wymaga tu bliższego komentarza. Ku północy rozciągał się on mianowicie początkowo tylko do linii dolnego Niemna. Po przejęciu w 1328 r. przez pruską gałąź Zakonu od linii inflanckiej konwentu memelskiego (kłajpedzkiego) wraz z zarządzanymi przez niego rozległymi obszarami leżącymi w strefie przejściowej między położoną dalej na północ Kurlandią a rozciągającą się na wschodzie Żmudzią, zaczęto go jednak z biegiem czasu również traktować jako część Niederlandu i tym samym kraju pruskiego.
Prusy Dolne obejmowały komturie z siedzibami w Baldze (Balga), Pokarminie (Brandenburg) i Królewcu (Königsberg), a później również w Ragnecie (Ragnit) i Kłajpedzie (Memel). Komturie dolnopruskie nadzorował wielki marszałek, który rezydował w Królewcu i był jednocześnie komturem królewieckim. Po zakończeniu podboju Prus (1283) i powstrzymaniu najazdów Litwinów (1348, bitwa nad Strawą, 1370, bitwa pod Rudawą) komturie dolnopruskie sięgały aż do Wielkiej Puszczy (którą podzielono między Zakon, Polskę i Litwę pokojem melneńskim w 1422).
Słownik historyczno-geograficzny Prus w średniowieczu wyjaśnia:
Tylko zachodnie połacie Prus Dolnych zostały w ciągu XIV i XV w. zagospodarowane i poddane intensywniejszej działalności osadniczej. Obszary rozciągające się na południe od dolnego Niemna, a zarazem na wschód od linii dzisiejszych Wielkich Jezior Mazurskich oraz górnej Węgorapy, znacznie wyżej wzniesione i bardziej pofałdowane aniżeli Niederland, w XIV i w pierwszej połowie XV w. pokryte były rozległymi lasami rozciągającymi się w zwarty sposób aż do środkowego Niemna na wschodzie. Obszary te, będące w XIII w. terenami plemiennymi Jaćwięgów (Sudowów), określano w kolejnych stuleciach mianem Wielkiej Puszczy (niem. Große Wildnis, dosłownie Wielka Dzicz/Knieja). Traktowano je w zasadzie jako kolejną, niejako czwartą część składową kraju pruskiego. Układy pokojowe między Wielkim Księstwem Litewskim i Królestwem Polskim a pruską gałęzią Zakonu zawarte 12 X 1398 (układ saliński) i 27 IX 1422 r. (pokój mełneński) doprowadziły do trwałego podziału tych puszczańskich obszarów między Prusy i Litwę.
W okresie wojen polsko-krzyżackich Prusy Dolne uniknęły tak znacznych zniszczeń, jakie dotykały resztę Prus. Komturie i miasta dolnopruskie w większości nie poddały się oblegającemu Malbork królowi polskiemu po bitwie pod Grunwaldem w 1410 roku. W wyniku wojnie trzynastoletniej (1454–1466) Prusy Dolne pozostały przy Prusach Zakonnych, które przeniosły tu, do Królewca, swoją stolicę i środek ciężkości. Żyzne ziemie dorzecza Pregoły i dolnej Łyny oraz Niziny Pruskiej sprzyjały rozwojowi ziemiaństwa. Po sekularyzacji Zakonu w 1525 w Prusach Dolnych, podobnie jak w Prusach Górnych, zapanował protestantyzm (w odróżnieniu od sąsiedniej katolickiej Warmii).
Prusy Dolne jako część Prus Zakonnych i Książęcych były w latach 1466-1657 lennem Królestwa Polskiego. W roku 1701 powstało Królestwo Prus, które w 1871 wieku weszło w skład zjednoczonych Niemiec. 
W roku 1525 nowo powstałe świeckie Prusy Książęce podzielono administracyjnie na trzy okręgi: górnopruski (Oberland), królewiecki (Königsberg) i natangijski (Natangen). Dwa ostatnie obejmowały dawne komturie Prus Dolnych. Podział ten przetrwał do reformy Fryderyka II w 1752, gdy powstały powiaty (Kreis): pokarmiński (Brandenburg), rastemborski (Rastemburg), szakeński (Schaken), tapiewski (Tapiau), wystrućcki (Insterburg), szestnowski (Sehesten) i olecki (Oletzko). 
W roku 1772 Prusy Dolne znalazły się w prowincji Prusy Wschodnie, która w 1808 została podzielona na rejencję królewiecką i rejencję gąbinską. Ta ostatnia objęła Litwę pruską i wschodnią część Mazur.   
W ramach reformy administracyjnej 1 lutego 1818 powstały mniejsze powiaty (Landkreis): Gąbin, Szyłokarczma, Wystruć, Jańsbork, Kłajpeda, Olecko, Ryn, Stołupiany i Tylża (w rejencji gąbińskiej) oraz Iława Pruska, Rybaki, Bartoszyce, Gierdawy, Święta Siekierka, Królewiec miasto, Królewiec ziemski, Labiawa, Rastembork i Welawa (w rejencji królewieckiej,  nie licząc powiatów z Warmii i Prus Górnych). 
W 1905 cztery powiaty mazurskie (ządźborski, ełcki, lecki i jańsborski) wydzielono do nowej rejencji olsztyńskiej. Ścisłe Prusy Dolne (Natangia i Barcja) pozostawały do 1945 roku w rejencji królewieckiej.
W roku 1945 większa część Prus Dolnych zaczęła stanowić obwód królewiecki (najpierw ZSRR, od 1991 Rosja). Polsce przypadła niewielka część z miastami: Górowo Iławeckie, Bartoszyce, Barciany, Korsze, Sępopol i Kętrzyn oraz północna część Mazur.

## Mieszkańcy
Prusy Dolne zasadniczo pokrywały się z zamieszkiwanymi wcześniej przez Prusów plemiennymi ziemiami Natangią, Barcją, Sambią i Nadrowią. Po umocnieniu się władzy krzyżackiej były zasiedlane głównie przez osadników z krajów niemieckich, poza obszarem Wielkiej Puszczy, gdzie od XVI wieku pojawiła się kolonizacja mazurska i litewska. W odróżnieniu też od ziemi malborskiej, Prus Górnych i Warmii, na terenie Prus Dolnych przez długi czas (do XVII w.), zwłaszcza w miastach, utrzymywała ludność mówiąca językiem pruskim.
Na terenie Prus Dolnych wytworzył się dolnopruski dialekt języka niemieckiego, który zawierał pewne wpływy języka pruskiego. Dialekt dolnopruski był używany do 1945 roku na sporym obszarze Prus Wschodnich i Pomorza Gdańskiego. Jego kontynuacją jest również tzw. Plautdietsch.
Po 1945 niemiecka ludność Prus Dolnych została przesiedlona. Obwód królewiecki zasiedlili głównie Rosjanie i Białorusini, a polską część osadnicy polscy (przede wszystkim z Mazowsza i dawnych Kresów Wschodnich) oraz przesiedleńcy
ukraińscy.